# Deméter
Deméter o Demetra (en griego antiguo Δημήτηρ o Δημήτρα, ‘diosa madre’, 'madre de la casa' o quizás ‘madre distribuidora’, quizá del sustantivo indoeuropeo *dheghom *mater; en neogriego Δήμητρα; en latín Demeter) es la diosa griega de la agricultura, nutricia pura de la tierra verde y joven, ciclo vivificador de la vida y la muerte. Se la venera como la «portadora de las estaciones» en un himno homérico, un sutil signo de que era adorada mucho antes de la llegada de los olímpicos. El himno homérico a Deméter data aproximadamente del siglo VII a. C. Junto a su hija Perséfone, eran los personajes centrales de los misterios eleusinos que también precedieron al panteón olímpico. En texto arcaicos también es conocida como Deo (Δηώ, Dēṓ).
«Deméter fue la primera en recoger el grano, que crecía en medio de las otras plantas y no era conocido entre los hombres, ideó cómo trabajarlo y guardarlo, y enseñó a sembrarlo».
Cornuto la asocia como uno de los nombres de la tierra. Dice que, «porque hace nacer y cría todo a manera de una madre (métrós), la llamaron Deméter (Démëtran), esto es, tierra madre (gên mëtéra), o Deo madre (Deó mëtéra) porque tanto ella como lo que está en sus manos se les entrega a los hombres en abundancia para que lo repartan (dateîsthai) y lo degusten (daínysthai), o porque gracias a su poder topan (deein) con lo que andan buscando, lo cual quiere decir que lo encuentran». En la mitología romana se asociaba a Deméter con Ceres. Cuando se le dio a Deméter una genealogía, se dijo que era hija de los titanes Crono y Rea (ambos hijos de Gea y Urano), y por tanto hermana mayor de Zeus. A sus sacerdotisas se les daba el título de Melisas. Al menos en una versión tardía se dice que Deméter era hija de Urano y Hestia.
Es fácil confundir a Deméter con Gea, su abuela, y con Rea, su madre, o Cibeles. Los epítetos de la diosa revelan lo amplio de sus funciones en la vida griega. Deméter y Core (‘la doncella’) solían ser invocadas como to theo (‘las dos diosas’), y así aparecen en las inscripciones en lineal B del Pilos micénico en tiempos prehelénicos. Es bastante probable que existiese una relación con los cultos a diosas de la Creta minoica.
Según el retórico ateniense Isócrates, los mayores dones que Deméter daba a los atenienses eran el grano, que hacía al ser humano diferente de otros animales salvajes, y los misterios eleusinos, que le daban mayores esperanzas en esta vida y en la otra.

## Títulos y funciones

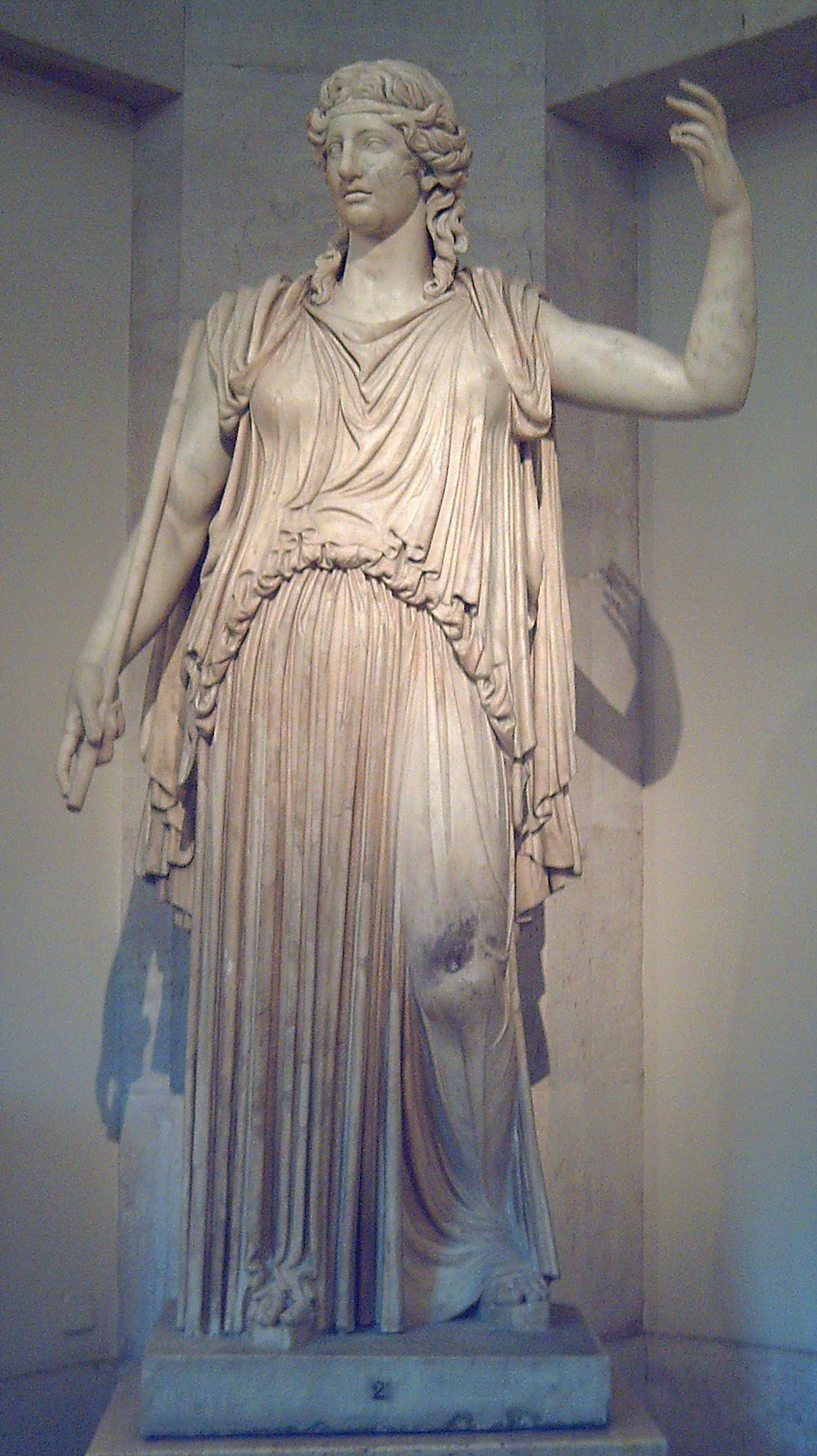
Estatua romana de Deméter (s. III, Museo del Prado, Madrid, España).

En diversos contextos, se invoca Deméter con diversos epítetos:
- Anesidora (Ανησιδωρα, ‘dadora de dones’ de la tierra), como Deméter.[9]
- Anfictiónide (de αμφικτιονία, 'fundación conjunta') en referencia al primer lugar de reunión de la Liga del Peloponeso en la ciudad tesalia de Antela, que pasó a alternarse a partir del siglo VII a. C. con el santuario de Delfos.
- Cabiria (Καβειραιη), un nombre prehelénico de significado incierto.
- Cloe (Χλοη, ‘el brote verde’), por sus poderes de fertilidad y eterna juventud.[10]
- Ctonia (Χθονια, ‘de la tierra’).[11]
- Erinia (Ερινυς, ‘implacable’).[12]
- Lusia (Λουσιη, ‘baño’).[13]
- Maloforos (Μαλοφορος, ‘portadora de manzanas’ o ‘portadora de ovejas’).[14]
- Potnia (Πωτνια, ‘señora’) en el Himno homérico a Deméter.[15]
- Termasia (Θερμασια, ‘calidez’).[16]
- Tesmófora (Θεσμοφορος, «dadora de hábitos», «la que aplica la ley» o «legisladora»), un papel que la enlaza a la aún más antigua diosa Temis. Este título estaba conectado con las Tesmoforias, fiestas atenienses de rituales secretos exclusivamente femeninos relacionados con las costumbres nupciales.

Teócrito recordaba un papel más antiguo de Deméter:

Para los griegos Deméter siendo una diosa de la amapola
Portando gavillas y amapolas en ambas manos.

En una estatuilla de arcilla de Gazi, la diosa de la amapola minoica lleva las cápsulas de semilla, fuente de nutrición y narcosis, en su diadema. Kerényi señala que «parece probable que la Gran Diosa Madre, que llevaba los nombres de Rea y Deméter, trajese la amapola consigo de su culto cretense a Eleusis, y es seguro que en la esfera religiosa cretense el opio se preparaba a partir de amapolas».
En honor a Deméter de Misia se celebraba una fiesta en Pellene, Arcadia. Pausanias visitó el santuario de Deméter en Misia en su viaje de Micenas a Argos, pero todo lo que pudo averiguar para explicar el arcaico nombre fue un mito de un misio epónimo que veneraba a Deméter.
Los lugares de culto a Deméter más importantes no se concentraban en ninguna región concreta del mundo griego, sino que se repartían por muchos lugares: Eleusis, Hermíone, Megara, Celeas (cerca de Fliunte), Lerna, Égila (actual Anticitera), Muniquia, Corinto, Delos, Priene, Acragante, Pérgamo, Selinunte, Tegea, Tóricos, Díon, Licosura, Mesembria, Enna y Samotracia.
Deméter enseñó a la humanidad las artes de la agricultura: sembrar semillas, arar, recolectar, etcétera. Era especialmente popular entre las gentes del campo, en parte porque eran los beneficiarios más directos de su ayuda, y en parte porque eran más conservadores a la hora de mantener las viejas costumbres. De hecho Deméter era fundamental en la antigua religión de Grecia. Reliquias propias de su culto, como cerdos votivos de arcilla, se fabricaban ya en el Neolítico. En la época romana, aún se sacrificaba una marrana a Ceres cuando había una muerte en la familia, para purificar el hogar.

## Deméter y Poseidón

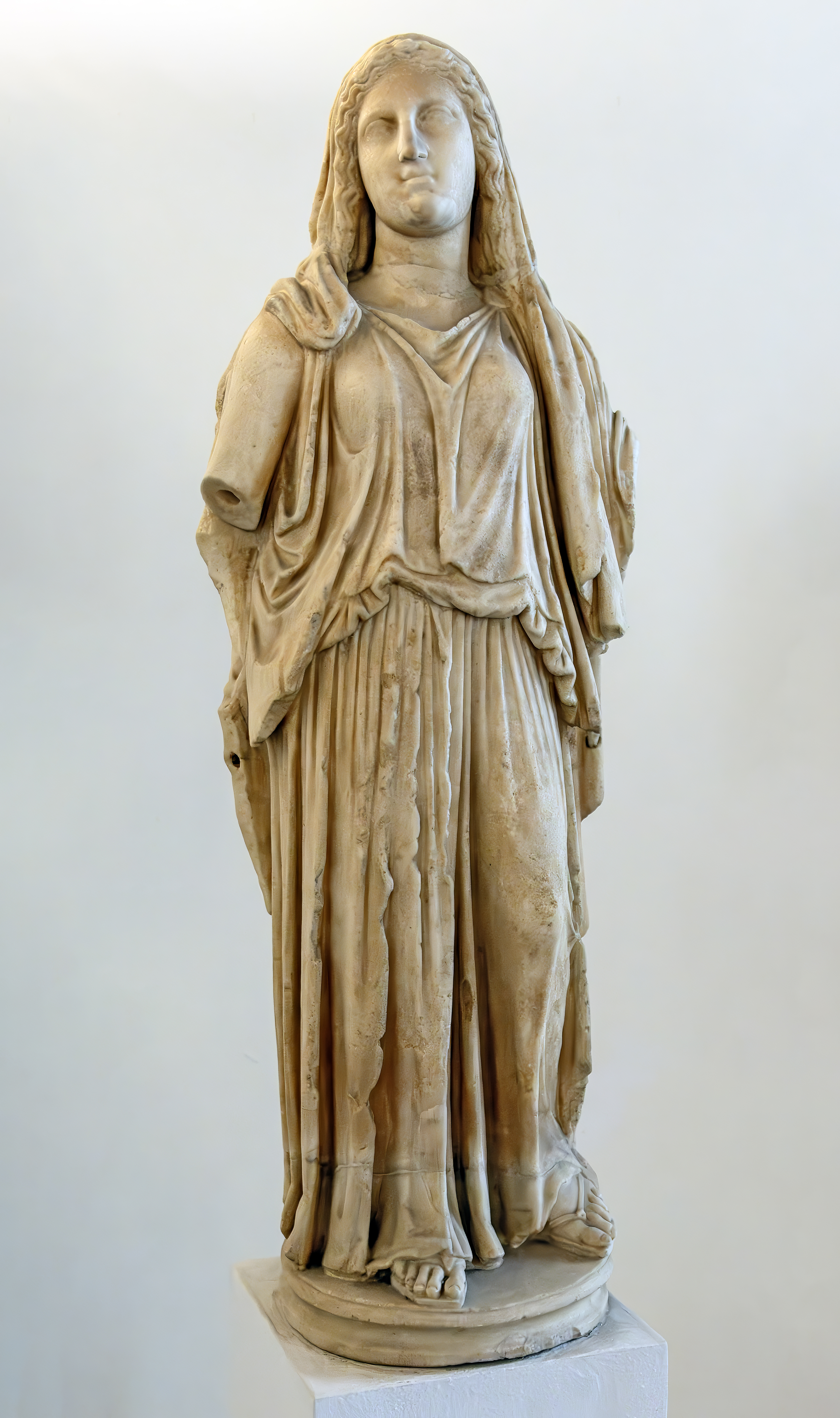
Estatua de Deméter en el Museo arqueológico nacional de Venecia

Los nombres de Deméter y Poseidón están relacionados en las primeras inscripciones en lineal B halladas en Pilos, donde aparecen como PO-SE-DA-WO-NE y DA-MA-TE en el contexto sagrado de echar a suertes. El elemento «DA» que aparece en ambos nombres no está aparentemente conectado con una raíz protoindoeuropea relacionada con la distribución de tierras y honores (compárese con el latín dares, ‘dar’). Poseidón (cuyo nombre parece significar ‘consorte de la distribuidora’) persiguió una vez a Deméter, en su forma original de diosa-yegua. Ella se resistió a Poseidón, pero no pudo ocultar su origen divino entre los caballos del rey Oncos. Poseidón se transformó en semental y la cubrió. Deméter se puso literalmente furiosa (Deméter Erinia) por este asalto, pero lavó su ira en el río Ladón (Deméter Lusia). Como resultado del abuso de Poseidón, nació una hija: Despena, cuyo nombre no podía ser pronunciado fuera de los misterios eleusinos, y un corcel de negras crines llamado Arión. En Arcadia se había adorado históricamente a Deméter como una deidad con cabeza de caballo:

La segunda montaña, el monte Elaio, está a unos 30 estadios de Figalia y tiene una cueva consagrada a Deméter Melena [‘Negra’]... los figaleenses dicen que aprovecharon la cueva consagrada a Deméter y pusieron una imagen de madera en ella. La imagen fue tallada de la siguiente forma: estaba sentada en una roca y era como una mujer en todo salvo en la cabeza. Tenía la cabeza y el pelo de un caballo, y serpientes y otras bestias crecían de ella. Su quitón le llegaba justo hasta los pies, y sostenía un delfín en una mano y una paloma en la otra. Por qué hicieron el xoanon de esta forma debería estar claro para cualquier hombre inteligente versado en la tradición. Dicen que la llamaron Negra porque la diosa llevaba ropas negras. Sin embargo, no pueden recordar quién hizo este xoanon o cómo ardió, pero cuando quedó destruido los figaleos no le dieron una nueva imagen a la diosa y desatendieron largamente sus fiestas y sacrificios, hasta que finalmente la esterilidad cayó sobre el país.
Descripción de Grecia VIII, 42.

## Relación de Deméter con Perséfone

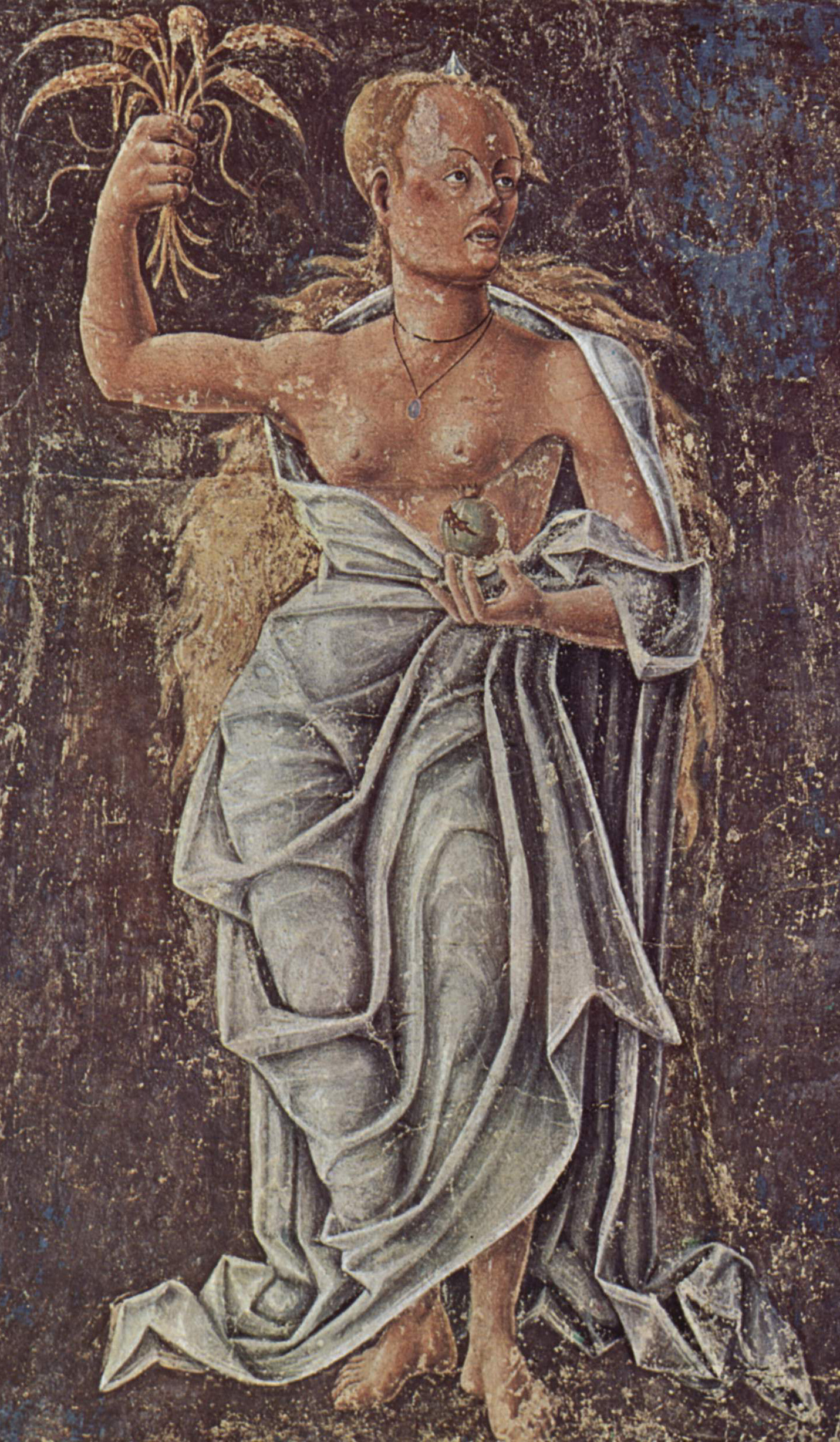
Ceres (Deméter), alegoría de agosto: detalle de un fresco de Cosimo Tura, Palazzo Schifanoia, Ferrara, 1469-70.

El mito fundamental de Deméter que constituye el corazón de los misterios eleusinos, es su relación con Perséfone, su hija, y ella misma de joven. En el panteón olímpico, Perséfone era hija de Zeus y consorte de Hades (Plutón para los romanos, dios de la riqueza del inframundo). Perséfone se convirtió en diosa del inframundo cuando Hades la secuestró en la tierra y la llevó con él. Perséfone había estado jugando con algunas ninfas (o Leucipe) a quienes Deméter convirtió en sirenas, a veces como castigo por no haber intervenido o a veces para ayudarla en la búsqueda de Perséfone. La vida se paralizó mientras la deprimida Deméter (diosa de la tierra) buscaba a su hija perdida (descansando en la piedra Agelasta). Finalmente, Zeus no pudo aguantar más la agonía de la tierra y obligó a Hades a devolver a Perséfone enviando a Hermes para rescatarla. Pero antes de liberarla, Hades la engañó para que comiese seis semillas de granada, lo que la obligaba a volver seis meses cada año. Cuando Deméter y su hija estaban juntas, la tierra florecía de vegetación. Pero durante seis meses al año, cuando Perséfone volvía al inframundo, la tierra se convertía de nuevo en un erial estéril. Por lo tanto, durante los seis meses que Perséfone estaba al lado de su madre, corresponden a la primavera y el verano, cuando la Tierra se llena de flores y calor, mientras que los seis meses restantes, Deméter está triste por la ausencia de su hija y llega el frío durante los meses que corresponden al otoño y al invierno. Fue durante su legendario viaje para rescatar a Perséfone del inframundo cuando Deméter reveló los misterios eleusinos, un culto de raíces agrícolas que prometía una existencia feliz en el más allá. La madre e hija divinas eran figuras centrales en los misterios eleusinos. 
En una versión alternativa, Hécate rescató a Perséfone, quien en algunas versiones comió cuatro semillas en lugar de seis. En cualquier caso, el resultado final es la sucesión del verano, la primavera, el otoño y el invierno.

## Estancia de Deméter en Eleusis

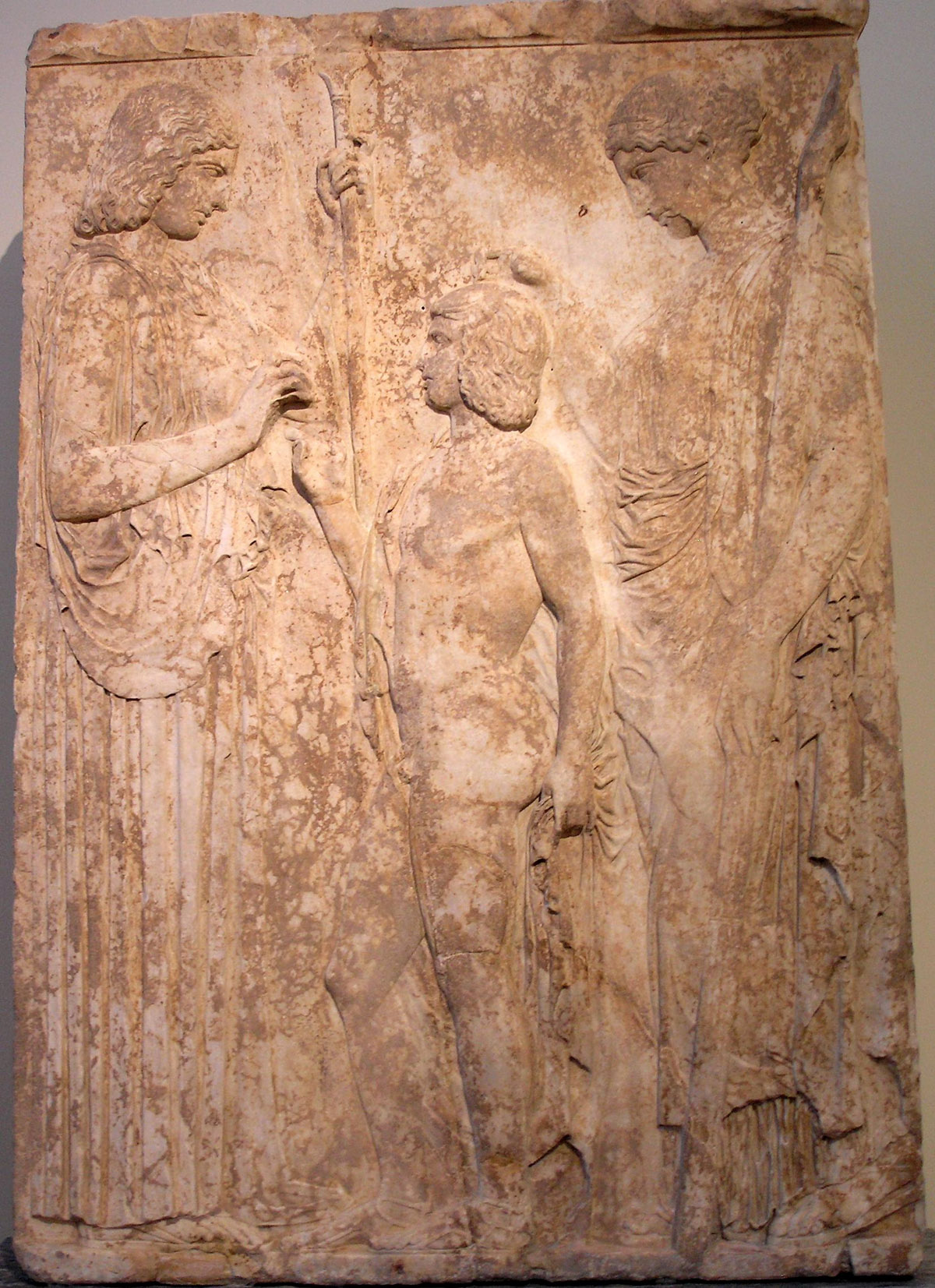
Relieve votivo de Deméter y Perséfone (Coré) celebrando los misterios eleusinos cuando la primera entrega a Triptólemo gavillas de trigo para que enseñe la agricultura a la humanidad. Museo Arqueológico Nacional de Atenas.

Mientras Deméter buscaba a su hija Perséfone, habiendo tomado la forma de una mujer anciana llamada Doso, recibió la hospitalaria bienvenida de Céleo, el rey de Eleusis en Ática. Céleo le pidió que cuidase de Demofonte y Triptólemo, los hijos que había tenido con Metanira.
Como regalo a Céleo por su hospitalidad, Deméter planeó convertir a Demofonte en un dios, cubriéndolo y ungiéndolo con ambrosía, respirando suavemente sobre él mientras lo sostenía entre sus brazos y su pecho, y haciéndolo inmortal quemándolo sobre carbones al rojo vivo en la chimenea del hogar familiar cada noche, a espaldas de sus padres.
Deméter no pudo completar el ritual porque Metanira sorprendió una noche a su hijo en el fuego y chilló asustada, lo que enfureció a Deméter, quien lamentó que los mortales no entendiesen el concepto y el ritual.
En lugar de hacer inmortal a Demofonte, Deméter decidió enseñar a Triptólemo el arte de la agricultura y, a través de él, el resto de Grecia aprendió a plantar y segar cultivos. Triptólemo cruzó el país volando en un carro alado mientras Deméter y Perséfone cuidaban de él, ayudándolo a completar su misión de educar a Grecia entera en el arte de la agricultura.
Más tarde, Triptólemo enseñó a Linco, rey de Escitia, el cultivo del trigo, pero Linco rehusó enseñarlas a sus súbditos, y trató de matar a Triptólemo. Deméter lo transformó en lince.
También Fítalo recibió hospitalariamente a Deméter y como premio la diosa le dio la higuera.
Algunos investigadores creen que la historia de Demofonte está basada en una leyenda popular prototípica anterior.

## Consortes y descendencia
| Prole de Deméter | Consorte   | Referencia |
| ---------------- | ---------- | --- |
| Anfíteo          | Triptólemo | Anfíteo, padre de Céleo, era hijo de Deméter y Triptólemo. |
| Apolo            | Dioniso    | Fuera de la mitología clásica se dice que Apolo y Artemisa fueron hijos de Dioniso y Deméter, y que Leto fue solo su nodriza y cuidadora. |
| Aqueronte        | Helios     | Versiones tardías dicen que por Sol (Helios) Ceres (Deméter) alumbró a Aqueronte. |
| Arión            | Poseidón   | Pausanias nos habla de una variante arcadia. Dice que Deméter engendró, fruto de ser forzada por Poseidón, a Arión y una hija, Despena. |
| Artemisa         | Dioniso    | Fuera de la mitología clásica se dice que Apolo y Artemisa fueron hijos de Dioniso y Deméter, y que Leto fue solo su nodriza y cuidadora. |
| Caligenia        | Zeus       | Diosa oscura o bien epíteto divino venerado en las Tesmoforias. Es uno de los epítetos de Deméter. Conjeturalmente pudiera ser hija de Deméter y Zeus. |
| Crisótemis       | Carmánor   | Conjeturalmente hija de Deméter y Carmánor. Pausanias señala que Crisótemis era hija de Carmánor sin mencionar la madre. Eubuleo, el hermano de Cristótemis, es descrito en una fuente como hijo de Carmánor y en otra como hijo de Deméter.                                                                                                  |
| Despena          | Poseidón   | Pausanias nos habla de una variante arcadia. Dice que Deméter engendró, fruto de ser forzada por Poseidón, a Arión y una hija, Despena («la Señora»). |
| Dioniso          | Zeus       | Diodoro Sículo nos habla de un segundo Dioniso —refiriéndose propablemente a Zagreo—, hijo de Zeus y Deméter, y que la propia Deméter tuvo que juntar los miembros de su hijo despedazado, haciendo así que naciera de nuevo. |
| Dmia             | Océano     | Personaje oscuro del que solo sabemos que es hija de Deméter y Océano. |
| Eubuleo          | Carmánor   | Implícitamente hijo de Deméter y Carmánor. Eubuleo es descrito como hijo de Deméter y padre de Carme pero en otra versión se describe a Carmánor como padre del muchacho. |
| Filomelo         | Yasión     | Hijo de Yasión y hermano de Pluto. Estos nunca se llevaron bien pues Pluto, que era más rico, nunca compartía nada de su riqueza con su hermano. Filomelo, sin embargo, compró dos bueyes y se convirtió en el inventor de la carreta. |
| Hécate           | Zeus       | En la tradición órfica a Deméter se la hace madre de Hécate, sin mencionar el padre, o bien nació de Zeus y Deméter. |
| Perséfone        | Zeus       | La asociación de Deméter como madre de Perséfone en su unión con Zeus está ya atestiguada desde las fuentes más arcaicas. Ya en la Teogonía leemos que «luego (Zeus) subió al lecho de Deméter nutricia de muchos. Ésta parió a Perséfone de blancos brazos, a la que Edoneo arrebató del lado de su madre; el prudente Zeus se la concedió». |
| Pluto            | Yasión     | La Teogonía nos habla de otro hierogamos: «Deméter, divina entre diosas, parió al generoso Pluto en placentero abrazo con el héroe Yasio en un fértil campo en el rico país de Creta». |
| Yaco             | Zeus       | Unos dicen que otra advocación de Dioniso, Yaco, es descrito como hijo de Deméter. De esta manera Lucrecio utiliza el ejemplo de Ceres amamantando a Yaco como sinónimo de amor. Otros dicen que Yaco nació de Zeus y Deméter. |

Finalmente Ceres (Deméter) también amó al joven ateniense Mecón; este fue transformado en la flor de la «amapola», asociada a la propia Deméter.

## Asimilaciones con otras diosas
La identificación con la diosa Isis está en el hecho de que las dos deben emprender una búsqueda, su hija Core en el caso de Deméter y su esposo Osiris en el caso de Isis, produciéndose en los dos casos una paralización de la vida en la naturaleza, por la llegada del invierno en un caso y por el final de la crecida del río en el otro, hasta que se produce el encuentro y la naturaleza vuelve a renacer. Posteriormente, las sacerdotisas grecorromanas de Isis debían formarse previamente en los misterios eleusinos según el modelo de las sacerdotisas de Deméter, las canéforas.
Su asimilación con la diosa fenicia Astarté, por medio de Isis, fue facilitada por las relaciones comerciales entre el Antiguo Egipto y la ciudad fenicia de Biblos, ya que según la mitología egipcia, esta encontraría el cofre con el cadáver de su esposo en esta antigua ciudad.

## Otros mitos
Durante la boda de Cadmo y Harmonía, Yasión, hijo de Zeus y Electra, se enamoró de Démeter, quien correspondió su interés. Embriagados por el néctar del banquete, se acostaron abiertamente en un campo y fruto de esta unión se dice que nacieron Pluto y Filomelo. Según la Odisea, Zeus lo fulminó con un rayo, pero que el mito sitúe los hechos en Creta es un indicio de que los helenos sabían que este suceso le ocurrió a una Deméter más antigua.
Erisictón, el rey de Tesalia, quiso construir un techo para su sala de banquetes  y no dudó en ordenar talar un árbol que formaba un santuario ancestral de Deméter. Las hamadríades que habitaban estos árboles corrieron a solicitar auxilio de la diosa, quien tomó la forma de su sacerdotisa Nicipe, y en esta guisa intentó de buenas maneras hacer desistir a Erisictón de continuar con el sacrilegio. Pero lejos de dejarse disuadir, él amenazó con matarla con la misma hacha que estaba utilizando. Fue entonces cuando Deméter ordenó a Limos («Hambre») que vengaran este ultraje. El Hambre tocó el vientre de Erisictón, y desde entonces nada saciaría sus ganas de comer: cuanto más engullera más crecería su hambre. 

## Representaciones

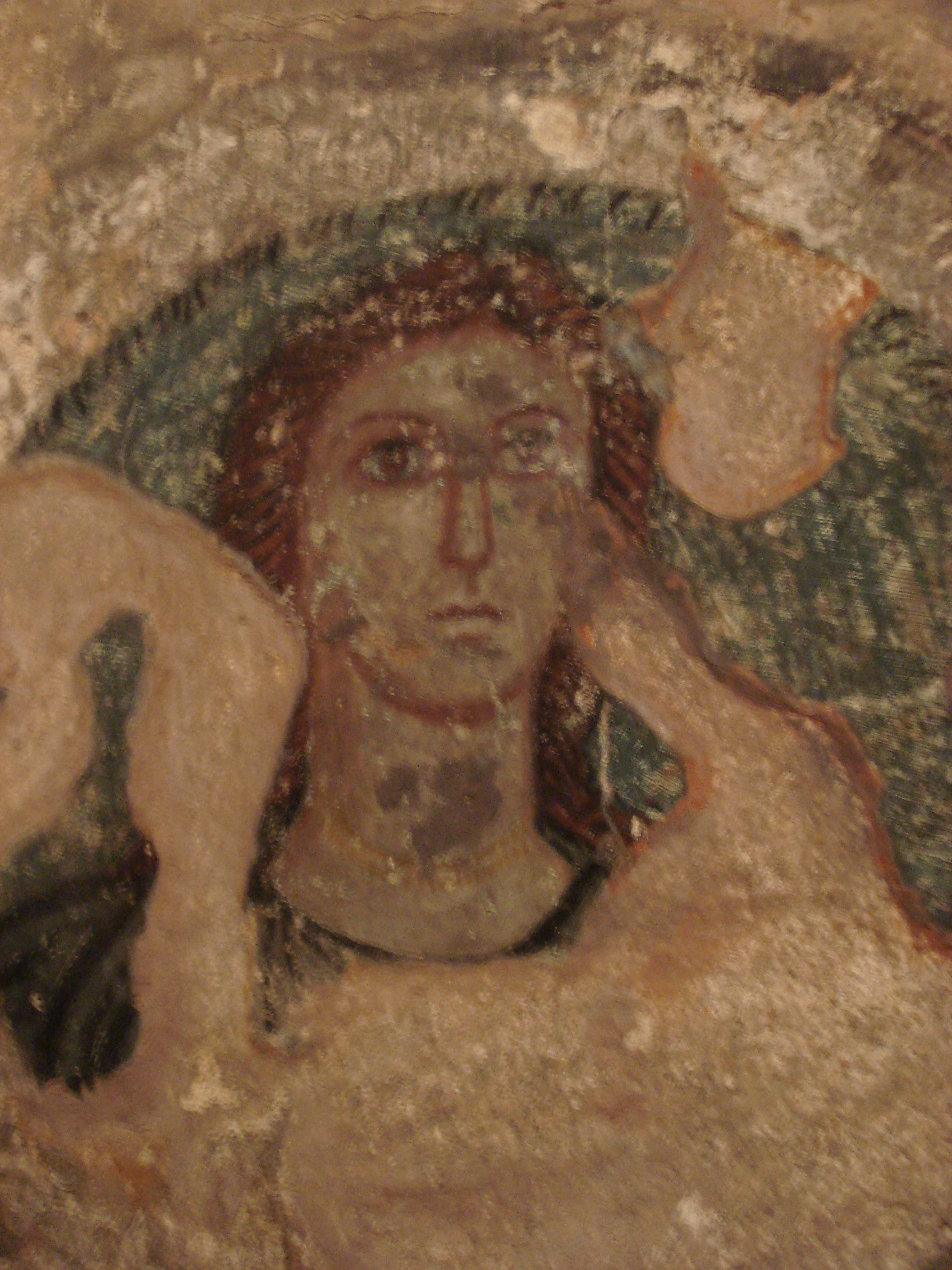
Deméter en un antiguo fresco griego de Panticapeo

Se solía retratar a Deméter subida a un carro, y asociada con frecuencia a imágenes de la cosecha, incluyendo flores, fruta y grano. A veces se la pintaba también con Perséfone (su hija).
Era y es célebre la estatua en mármol de esta diosa que se hallaba en la ciudad de Cnido y que actualmente se encuentra en el Museo Británico de Londres.